# Facelift (Album)
Facelift ist das Debütalbum der US-amerikanischen Rockband Alice in Chains, erschienen am 21. August 1990 via CBS.

## Entstehungsgeschichte
Bereits 1988 hatten Alice in Chains ihr Demotape The Treehouse Tapes herausgebracht, das sie bei ihren Auftritten in lokalen Clubs in Seattle vertrieben. Unter anderem über die Musikmanager Susan Silver und Kelly Curtis, die bereits für Soundgarden tätig waren, kam es zu Nick Terzio von Columbia/CBS. Nachdem die Band im Dezember 1989 einen langfristigen Plattenvertrag für sieben Alben, zwei feste plus Optionen, unterschrieben hatte, begann sie noch im selben Monat mit den Aufnahmen für das Album, für die Dave Jerden gewonnen wurde. Bis April 1990 war der Mix erfolgt, den ebenfalls Jerden besorgte. Im Juli des Jahres wurde die Promo-EP We Die Young veröffentlicht, jedoch nur auf Vinyl und Cassette. Deren Titelstück wurde auch das erste Musikvideo von Alice In Chains, das es in die Heavy-Metal- bzw. Hard-Rock-freundlicheren Medien schaffte. Abseits davon wurde Facelift, das am 21. August 1990 veröffentlicht wurde – etwa ein Jahr vor Nirvanas Nevermind –, zunächst kein größerer Erfolg. In den ersten sechs Monaten wurden gerade 40.000 Exemplare verkauft. Erst als 1991 Man in the Box ausgekoppelt wurde, das es in die Rotation bei MTV schaffte, schnellten die Verkaufszahlen nach oben, die im Frühjahr 1991 ihren vorläufigen Höhepunkt erreichten.
Nachdem die Band bereits Anfang 1991 den US-amerikanischen Teil der Clash-of-the-Titans-Tour mit Slayer, Anthrax und Megadeth eröffnete, tourte sie als Vorgruppe von Megadeth in Europa und begleitete darüber hinaus Extreme, Van Halen, Poison und Iggy Pop als Vorband. Am Ende dieses Jahres hatte Facelift Gold-Status erreicht. Als weitere Singles folgten 1991 Bleed the Freak und 1992 Sea of Sorrow. Man in the Box war 1991 als „Bestes Heavy Metal/Hard Rock Video“ bei den MTV Video Music Awards nominiert, 1992 für den Grammy als „Beste Hard Rock Performance“, der aber an Van Halen ging. Das Stück It Ain’t Like That wurde 1992 im Film Singles – Gemeinsam einsam, neben Would? vom Dirt-Album, von der Band gespielt.

## Stil
Des Öfteren sind für Alice in Chains zu Facelift-Zeiten Vergleiche mit Black Sabbath oder The Stooges zu lesen. Schwere Gitarrenriffs prägen die Musik, auch der charakteristische zweistimmige Gesang von Sänger Layne Staley und Gitarrist Jerry Cantrell ist bereits enthalten. Die Band selbst nannte Soundgarden, Jane’s Addiction, Faith No More oder Danzig als Einflüsse.

„Unsere Stärke ist die Tatsache, dass man uns keiner bestimmten Richtung zuordnen kann. Unsere Einflüsse sind viel zu unterschiedlich, als dass ein klares Bild daraus entstehen kann.“

Textlich wurden „Beziehungskisten“ genauso verarbeitet wie Gangfights in den USA oder „Teenagerprobleme“:

„Wir nehmen uns vielleicht nicht ganz so ernst wie andere Bands... Wir sind keine Philosophen und haben nicht vor, die Welt zu verändern. Wir sind ein paar Kids von der Straße, die über das singen, was sie bewegt. Ihre Gefühle, ihre Frustrationen, ihre Erlebnisse. Es ist wichtiger, dass ein Text zur Musik passt, als dass er eine großartige Message enthält.“

## Titelliste
1. We Die Young – 2:32 (Text und Musik: Cantrell)
2. Man in the Box – 4:46 (Text: Staley, Musik: Cantrell)
3. Sea of Sorrow – 5:49 (Text und Musik: Cantrell)
4. Bleed the Freak – 4:01 (Text und Musik: Cantrell)
5. I Can’t Remember – 3:42 (Text: Staley, Cantrell, Musik: Cantrell)
6. Love, Hate, Love – 6:26 (Text: Staley, Musik: Cantrell)
7. It Ain’t Like That – 4:37 (Text: Cantrell, Musik: Cantrell, Starr, Kinney)
8. Sunshine – 4:44 (Text und Musik: Cantrell)
9. Put You Down – 3:16 (Text und Musik: Cantrell)
10. Confusion – 5:44 (Text: Staley, Musik: Cantrell, Starr)
11. I Know Somethin (Bout You) – 4:22 (Text und Musik: Cantrell)
12. Real Thing – 4:03 (Text: Staley, Musik: Cantrell)

## Singleauskopplungen
| Jahr | Titel          | Höchstplatzierung, Gesamtwochen, AuszeichnungChartplatzierungen (Jahr, Titel, , Platzierungen, Wochen, Auszeichnungen, Anmerkungen) | Höchstplatzierung, Gesamtwochen, AuszeichnungChartplatzierungen (Jahr, Titel, , Platzierungen, Wochen, Auszeichnungen, Anmerkungen) | Höchstplatzierung, Gesamtwochen, AuszeichnungChartplatzierungen (Jahr, Titel, , Platzierungen, Wochen, Auszeichnungen, Anmerkungen) | Höchstplatzierung, Gesamtwochen, AuszeichnungChartplatzierungen (Jahr, Titel, , Platzierungen, Wochen, Auszeichnungen, Anmerkungen) | Höchstplatzierung, Gesamtwochen, AuszeichnungChartplatzierungen (Jahr, Titel, , Platzierungen, Wochen, Auszeichnungen, Anmerkungen) | Anmerkungen                                                 |
| Jahr | Titel          | DE | AT | CH | UK | US | Anmerkungen                                                 |
| ---- | -------------- | --- | --- | --- | --- | --- | ----------------------------------------------------------- |
| 1990 | We Die Young   | — | — | — | — | — | Erstveröffentlichung: 1990 Neuauflage: 23. April 2022 (RSD) |
| 1991 | Man in the Box | — | — | — | — | US— ×3DreifachplatinUS | Erstveröffentlichung: 23. Mai 1991 Verkäufe: + 3.000.000    |

## Rezeption

### Rezensionen
Zur Zeit der Veröffentlichung von Facelift hatte die Seattle-Szene nur in Untergrundkreisen größere Aufmerksamkeit erfahren, obwohl Soundgarden kurz zuvor mit Louder Than Love ihr Major-Debüt veröffentlicht hatten. Steve Huey von AllMusic schreibt, Facelift habe zunächst einmal die Hard-Rock- und Metal-Hörer erreicht, Man in the Box habe dann den Weg für den Grunge-Boom Ende des Jahres 1991 entscheidend mit geebnet. Zwar nennt er einige Teile der zweiten Hälfte der Platte „schwülstigen, schwerfälligen Bombast“, aber im ganzen sei sie „frisch, aufregend und kraftvoll.“ Die Bewertung lag bei drei von fünf Sternen. Die Zeitschrift Rock Hard listete Facelift auf Platz 113 der 500 besten, von der Redaktion ausgewählten Alben. Thomas Kupfer schrieb, die Platte „versprühte diese ganz spezielle Magie, die Klasse-Alben letzten Endes ausmacht.“ Sie sei „gespickt mit Hits“. Für Chefredakteur Götz Kühnemund waren Alice in Chains damals der „neueste Geheimtip in Sachen Street-Metal“, er bescheinigte der Band „Format, Klasse und Identität“ und vergab acht von zehn Punkten. Im Metal Hammer verglich Andrea Nieradzik Layne Staleys Gesang mit Sänger Valor Kand von Christian Death. Der „schwermütige“ Sound von Alice in Chains verfüge „über genau die Intensität, die es braucht, um nicht mehr aus dem Kopf gehen zu wollen.“ Vor allem das Songwriting sei „herausragend“. Sie vergab sechs von sieben möglichen Punkten.

### Charts und Chartplatzierungen
| ChartsChartplatzierungen       | Höchstplatzierung | Wochen |
| ------------------------------ | ----------------- | ------ |
| Deutschland (GfK)              | 41 (1 Wo.)        | 1      |
| Vereinigte Staaten (Billboard) | 42 (60 Wo.)       | 60     |

### Auszeichnungen für Musikverkäufe
| Land/Region               | Auszeichnungen für Musikverkäufe (Land/Region, Auszeichnung, Verkäufe) | Verkäufe  |
| ------------------------- | ---------------------------------------------------------------------- | --------- |
| Vereinigte Staaten (RIAA) | 3× Platin                                                              | 3.000.000 |
| Insgesamt                 | 3× Platin ·                                                            | 3.000.000 |